# Chiesa di San Giacomo (Isso)
La chiesa di San Giacomo è un sito archeologico di un edificio religioso altomedievale nel comune di Isso, in Provincia di Bergamo.
Nel 2010, durante gli scavi per la realizzazione di un nuovo impianto fotovoltaico su terreno privato, sono emersi alcuni resti di un antico edificio. A seguito degli scavi archeologici, l'edificio è risultato essere una chiesa con alcune sepolture annesse. Lo spazio interno misura 12 metri per 4,60 metri, circondato da pareti larghe 70–80 cm costituite da ciottoli legate da malta ghiaiosa.
Attorno alla struttura sono state rinvenute 16 tombe di persone adulte, giovani e neonati.

## Storia

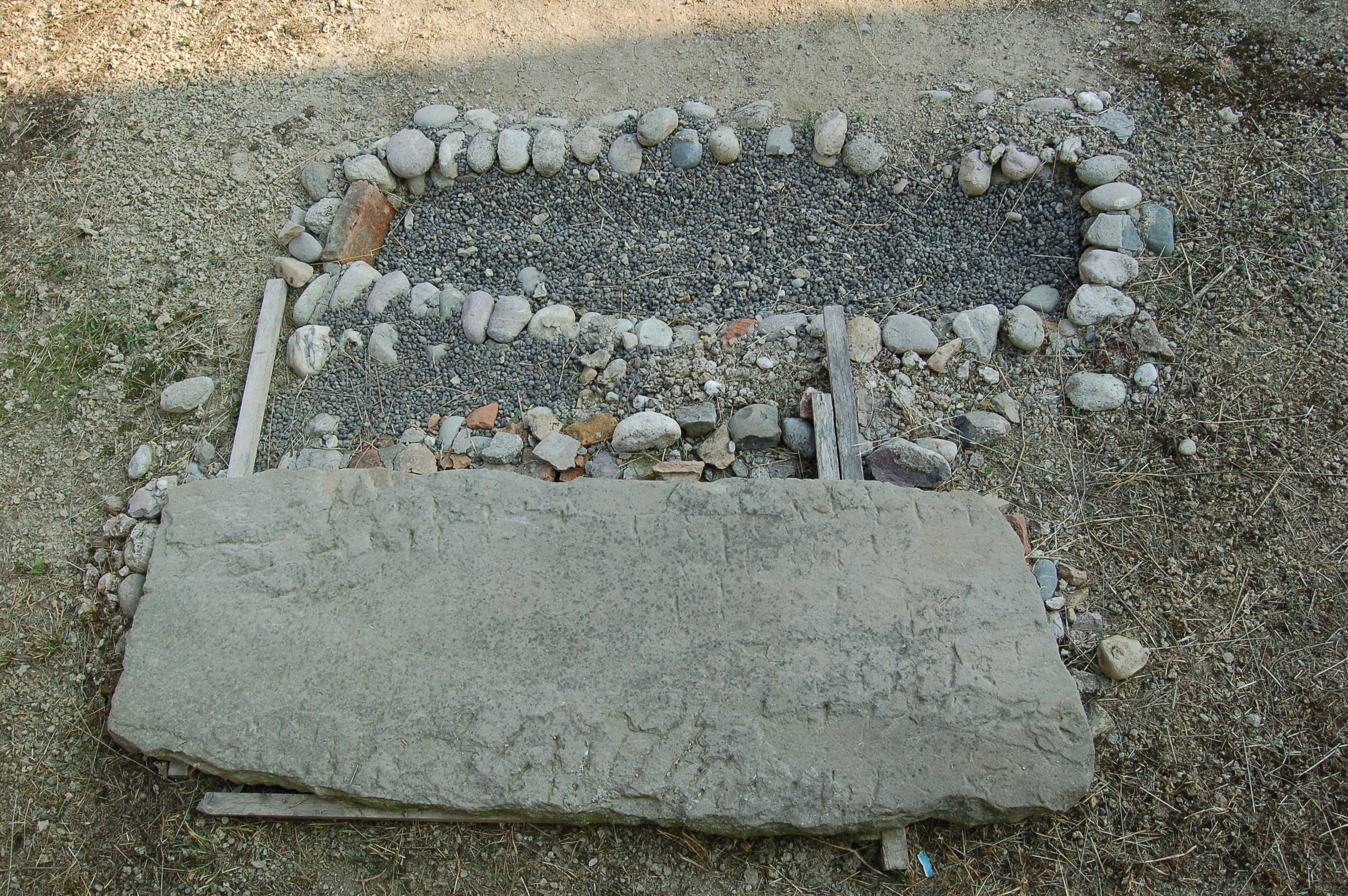
Dettaglio di una delle sepolture circostanti la chiesa.

L'esistenza di un edificio nella zona era confermata da un atto notarile conservato presso l'archivio di stato di Cremona:
Bertolino, figlio di Antonio detto Robinato dei Conti di Camisano... e Maffeo cognomi nato di Bunidio, figlio del Conte Imerio di Camisano, professanti la legge longobarda, vendono a Pacino de Ferini de Cuxy e a Bertolino de Cuxy di Romano una pezza di terra in Ysse dove si dice in Salizia presso la chiesa di San Jacopo.

Atto redatto in Romano, sotto la porta del sedume dell'abitazione di Pietro de Cuxy, dal notaio Zano figlio di Giovanni Guzardi.»
Per i materiali e tecnologie utilizzati, che per la dedica al Santo, la costruzione è identificata tra il VIII e il X secolo (periodo in cui San Giacomo inizia ad assume rilevanza importante nella cristianità). La sua successiva demolizione non è identificata: solo a partire dal 1580, anno della visita pastorale del vescono Nicolò Sfrondati, si parla dell'oratorio di Sant'Andrea (oggi la chiesa del paese) ma non si fa menzione della chiesa di San Giacomo. Dal catasto del regno Lombardo-Veneto si parla della zona come ortaglia e ortajola, lasciando supporre la già avvenuta demolizione e la riconversione a terreno agricolo.
Confrontando la bassa presenza di abitanti e il numero di sepolture fa supporre che possa essere stata una chiesa privata, aperta alla popolazione in particolari occasioni: ciò giustificherebbe i segni dei lavori di ristrutturazione e modifica degli ambienti interni e la successiva distruzione in favore di un terreno agricolo.